# M-Clan
M-Clan (talvolta M Clan) è gruppo musicale spagnolo fondato a Murcia nel 1992.

## Storia
Il gruppo, che inizialmente si chiamava Murciélagos Clan,  è stato fondato a Murcia nel 1992 da Carlos Tarque e Ricardo Rupièrez.
Nel Marzo del 1993 si aggiungono alla band Santiago Campillo, Pascual Saura, Juan Otero e Íñigo Uribe; il nome del gruppo cambia quindi in 'El clan de los murciélagos' e successivamente in 'M Clan'.
Il gruppo attualmente è composto da Carlos Tarque (voce), Juan Antonio Otero, Ricardo Ruipérez (chitarra), Carlos Raya (chitarra), Pascual Saura e Alejandro Climent "Boli" (tastiere).
La band nel 1999 ha pubblicato Usar y tirar, che ha vinto il Disco di Platino e che li ha portati, nel 2001, a pubblicare un album acustico, Sin echufe.
La band ha pubblicato Sopra fria nel 2004 con Warner Bros. Records.

## Discografia

### Album in studio
- 1995 - Un buen momento
- 1997 - Coliseum
- 1999 - Usar y tirar
- 2002 - Defectos personales
- 2004 - Sopa fría
- 2008 - Memorias de un espantapájaros
- 2010 - Para no ver el final
- 2012 - Arenas Movedizas
- 2016 - Delta

### Album dal vivo
- 2001 - Sin enchufe
- 2014 - Dos noches en el Price

### Raccolte
- 2006 - Retrovisión (1995-2006)